# KA Akureyri
El Knattspyrnufélag Akureyrar (en español: Akureyri Fútbol Club) es un equipo de fútbol de Islandia que militan en la Úrvalsdeild Karla, la liga de fútbol más importante del país.

## Historia
Fue fundado en el año 1928 en la localidad de Akureyri, siendo un equipo multideportivo, ya que también tiene equipos en judo y balonmano. Cuenta con una rivalidad local con el Þór Akureyri en todo menos balonmano, porque en ese deporte se fusionaron.
Entre 1944 y 1974, los dos clubes de fútbol más importantes de Akureyri, el KA y el Þór Akureyri, actuaron fusionados bajo el nombre 
ÍB Akureyri, en esas treinta temporadas el club jugó 17 temporadas en la máxima categoría de la liga de fútbol islandesa, la Úrvalsdeild karla, adicionalmente el club ganó la Copa de Islandia de 1969.
El KA Akureyri ha sido campeón de la Úrvalsdeild Karla en 1989 y campeón de la Copa de Islandia en 2024.
A nivel internacional ha participado en 2 torneos continentales, donde nunca ha podido avanzar más allá de la Primera Ronda.

## Palmarés
- Úrvalsdeild Karla: 1: 1989
  - Subcampeón (1): : 2022
- Copa de Islandia: 1: 2024
  - Subcampeón (4): : 1992, 2001, 2004, 2023
- Supercopa de Islandia: 1: 1990

## Participación en competiciones de la UEFA
| Temporada | Torneo                        | Ronda             | Club                 | Casa | Visita     | Global      |
| --------- | ----------------------------- | ----------------- | -------------------- | ---- | ---------- | ----------- |
| 1990/91   | Copa Europea                  | 1                 | PFC CSKA Sofia       | 1-0  | 0-3        | 1-3         |
| 2003      | Copa Intertoto                | 1                 | FK Sloboda Tuzla     | 1-1  | 1-1        | 1-1 (2-3 p) |
| 2023–24   | UEFA Europa Conference League | 1° Clasificatoria | Connah's Quay Nomads | 2–0  | 2–0        | 4–0         |
| 2023–24   | UEFA Europa Conference League | 2° Clasificatoria | Dundalk              | 3–1  | 2–2        | 5–3         |
| 2023–24   | UEFA Europa Conference League | 3° Clasificatoria | Club Brugge          | 1–5  | 1–5        | 2–10        |
| 2025-26   | UEFA Europa Conference League | 2° Clasificatoria | Silkeborg            | 1–1  | 2–3 (t.e.) | 3-4         |

## Jugadores

### Jugadores destacados
- Steingrímur Birgisson
- Gunnar Gíslason
- Þórður Guðjónsson
- Bjarni Jónsson
- Ormarr Örlygsson
- Þorvaldur Örlygsson
- Almarr Ormarsson
- Erlingur Kristjánsson
- Haukur Heiðar Hauksson
- Birkir Bjarnason

## Entrenadores
- Einar Helgason (1975–76)
- Jóhannes Atlason (1977–79)
- Alex Willoughby (1980–82)
- Fritz Kissing (1983)
- Gústaf Baldvinsson (1984–1986)
- Hörður Helgason (1987)
- Guðjón Þórðarson (1988–1990)
- Ormar Örlygsson (1991)
- Gunnar Gíslason (1992)
- Njáll Eiðsson (1993)
- Erlingur Kristjánsson (1994)
- Pétur Ormslev (1995–1996)
- Sigurður Kristján Lárusson (1997)
- Einar Einarsson (1998–1999)
- Þorvaldur Örlygsson (2000–2005)
- Slobodan Milisic (2006–2007)
- Pétur Ólafsson (2007)
- Dean Martin (2008–2010)
- Gunnlaugur Jónsson (2011–2012)
- Bjarni Jóhannsson (2013–2015)
- Srdjan Tufegdzic (2015–2018)
- Óli Stefán Flóventsson (2019–2020)
- Arnar Grétarsson (2020–2022)
- Hallgrímur Jónasson (2022–presente)